# Генерування природної мови
Генерування природної мови (NLG) — це програмний процес, який перетворює структуровані дані в природну мову. Він може використовуватися для створення вмісту довгих форм для організацій та автоматизації користувацьких звітів, а також для виготовлення користувацького вмісту для Інтернету чи мобільного додатку. Він також може бути використаний для створення короткого тексту під час інтерактивних розмов (чат-бот), який може навіть читатися вголос системою «текст-мовлення».

## Опис
Автоматизовану NLG можна порівняти з процесом, який люди використовують, коли вони перетворюють ідеї на письмо чи мовлення. Психолінгвісти віддають перевагу терміну виробництва мови для цього процесу, який також можна описати математичними термінами або моделювати в комп'ютері для психологічних досліджень. Системи NLG можна також порівняти з перекладачами штучних комп'ютерних мов, такими як декомпілятори або транспілятори, які також створюють читабельний для людини код, сформований з проміжного представлення. Людські мови, як правило, значно складніші й дозволяють набагато більше неоднозначності та різноманітності виразів, ніж мови програмування, що робить NLG більш складними.
NLG може розглядатися як протилежне розумінню природної мови: тоді як в розумінні природної мови системі потрібно розмежувати вхідне речення для створення машини машинного представлення, в NLG системі потрібно приймати рішення про те, як вкласти поняття слова. Практичні міркування щодо побудови систем NLU проти NLG не є симетричними. NLU має справу з неоднозначним або помилковим введенням користувачів, тоді як ідеї, які система хоче висловити через NLG, зазвичай, точно відомі. NLG потребує вибору конкретного, послідовного текстового подання з багатьох потенційних представлень, тоді як NLU, як правило, намагається створити єдине, нормоване представлення висловленої ідеї.
NLG існує давно, але комерційна технологія NLG лише віднедавна стала загально доступною. Методи NLG варіюються від простих (на основі шаблонів) систем, таких як злиття пошти, що генерує форму листів, до систем, що мають складне розуміння людської граматики. NLG може бути досягнуто також шляхом підготовки статистичної моделі за допомогою машинного навчання, як правило, на великому масиві текстів, написаних людиною.

## Використання
На нинішньому рівні розвитку комп'ютерних технологій у вільному доступі відсутні генератори тексту з відносно обдуманим текстом. Генератори з безглуздим набором слів або з шаблонними фразами мають вузький напрям застосування.

### Розробка та оптимізація текстів
Генератори текстів широко використовуються при розробці та пошуковій оптимізації сайтів: для генерування назв, описів, і вмісту цілих сайтів за допомогою генераторів дорвеїв.

### Віртуальні співрозмовники
Чат-бот (англ. Chatbot) — комп'ютерна програма, розроблена на основі нейромереж та технологій машинного навчання, яка веде розмову за допомогою слухових або текстових методів.